# Bolxaia Kàmenka
Bolxaia Kàmenka (en rus: Большая Каменка) és un poble de l'óblast de Saràtov, a Rússia, segons el cens del 2010 tenia 243 habitants. Pertany al districte municipal de Líssie Gori.